# Paralelo 35 sur
El Paralelo 35 Sur es el paralelo que está 35° grados al sur del plano ecuatorial terrestre.
A esta latitud el día dura 9 horas con 48 minutos en el solsticio de junio y 14 horas con 31 minutos en el solsticio de diciembre.

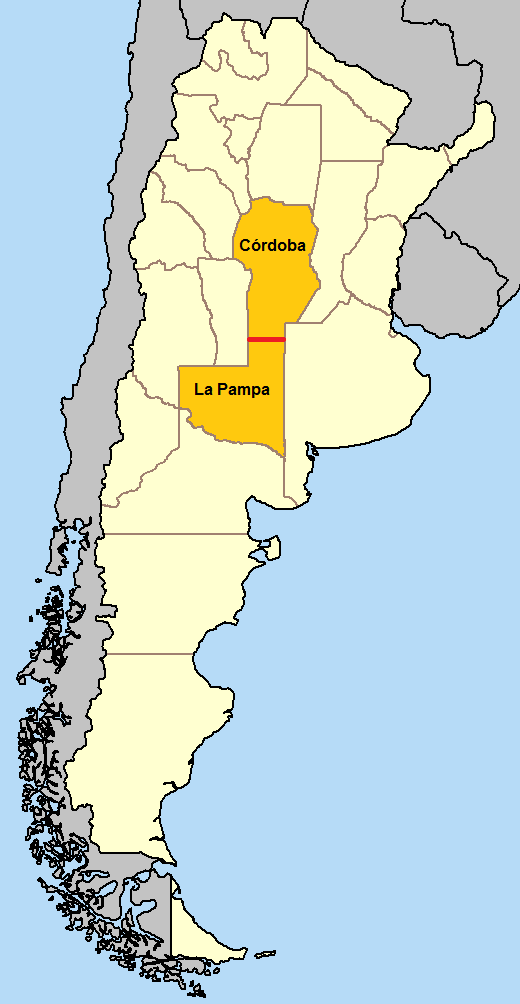
En Argentina, el paralelo 35 sur define el límite entre las provincias de Córdoba y La Pampa.

Comenzando por el meridiano de Greenwich y tomando la dirección este, el paralelo 35 sur pasa por:
| País, territorio o mar | Notas |
| ---------------------- | --- |
| Océano Atlántico       | |
|                        | |
| Océano Índico          | |
| Australia              | Australia Meridional |
| Golfo de Spencer       | |
| Australia              | Australia Meridional |
| Golfo Saint Vicent     | |
| Australia              | Australia Meridional |
| Océano Pacífico        | Mar de Tasmania |
| Nueva Zelanda          | Isla Norte |
| Océano Pacífico        | |
| Chile                  | Maule (ciudad de Curicó) y extremo SE de O'Higgins                                                                             |
| Argentina              | Provincias de Mendoza, San Luis, Buenos Aires, Córdoba y La Pampa; siendo límite divisorio entre estas dos últimas provincias. |
| Uruguay                | Río de La Plata |
| Océano Atlántico       | |